# Combat de Bassikounou
Guerre du Sahel
Batailles
- Lemgheity
- Tourine
- Garn-Akassa
- Araouane
- Akla
- Areich Hind
- Wagadou
- Bassikounou

Le combat de Bassikounou a lieu le 5 juillet 2011 pendant la guerre du Sahel. Une caserne de l'armée mauritanienne est attaquée par des combattants d'AQMI.

## Déroulement
Selon un habitant de Bassikounou, ce sont les occupants d'une voiture en route pour Vassala qui donnent l'alerte. Ceux-ci sont arrêtés par les hommes d'AQMI à 10 kilomètres de la ville, mais ces derniers les laissent repartir. Les soldats mauritaniens se portent alors à la rencontre des jihadistes avant qu'ils n'atteignent la ville.
L'affrontement commence à 16 heures, les belligérants échangent des tirs à l'artillerie et à l'arme lourde pendant une heure, puis les jihadistes se replient après l'intervention de l'aviation. Les soldats mauritaniens se lancent à leur poursuite et l'aviation effectue plusieurs autres tirs contre les fuyards. Les combats se terminent après 19 heures, un élu de la ville déclare avoir vu trois véhicules détruits,.
Dans un communiqué, AQMI déclare avoir lancé l'attaque avec 25 véhicules en représailles de l'offensive mauritanienne sur le camp de Wagadou. Les jihadistes affirment avoir « mis à feu le camp de Bassiknou avec obus de mortier et autres armes lourdes. »

## Pertes
Dans un communiqué, l'armée mauritanienne déclare que 6 jihadistes ont été tués : « Aux alentours de 16 heures 30, une colonne ennemie composée de plus de 20 véhicules a été prise en tenailles par des feux nourris de nos unités. Dans la panique, les terroristes se sont enfuis en désordre en direction du territoire malien poursuivis par nos forces. 6 éléments criminels ont trouvé la mort au cours de l'affrontement, l'un laissé sur le champ de bataille, deux brûlés à l'intérieur de leur véhicule détruit et trois autres enterrés a la hâte dans la localité de Gataa El Garn, 18 kilomètres au sud du village de Lerneb. De forts indices, portent à croire qu'un grand nombre de terroristes ont été  blessés. Grâce à Allah, aucune perte matérielle ou humaine n’a été enregistrée cette fois dans les rangs de nos force[réf. à confirmer]. »
Selon un élu local de la ville de Bassiknou, citant une source militaire, 15 jihadistes ont été tués, neuf faits prisonniers et deux de leurs véhicules ont été détruits tandis que les pertes des militaires sont de 3 blessés. De son côté, AQMI affirme n'avoir eu que deux morts et qu'aucun de ses hommes n'a été capturé[réf. à confirmer]. Selon une source militaire contacté par l'AFP, une vingtaine d'assaillants ont été tués tandis que, selon une source médicale, 4 soldats mauritaniens ont été blessés,.
Dans une interview en 2017, le général Mohamed Ould Ghazouani revendique la mort de « l’émir qu’ils avaient fait venir d’Algérie pour les commander » et indique que pour la première fois les djihadistes ont laissé leurs morts sur le terrain.